# Кварт, Михаил Борисович
Михаил Борисович Кварт (5  апреля 1870 — 13 ноября 1917, Санкт-Петербург) — архитектор. Член Петербургского общества архитекторов.

## Биография
Михаил Борисович (Янкель-Мовша-Борух Шмулиевич) Кварт учился в Императорской Академии художеств (1890-1894). За выпускную работу награждён серебряной медалью. 30 октября 1895 года было присвоено звание классного художника 3-й степени. В 1897 году получил звание художника-архитектора за "проект вокзала". Основные архитектурные проекты, осуществлённые Квартом, относятся к жилой застройке центрального района Санкт-Петербурга. В подавляющем большинстве, это многоэтажные доходные дома.

## Проекты

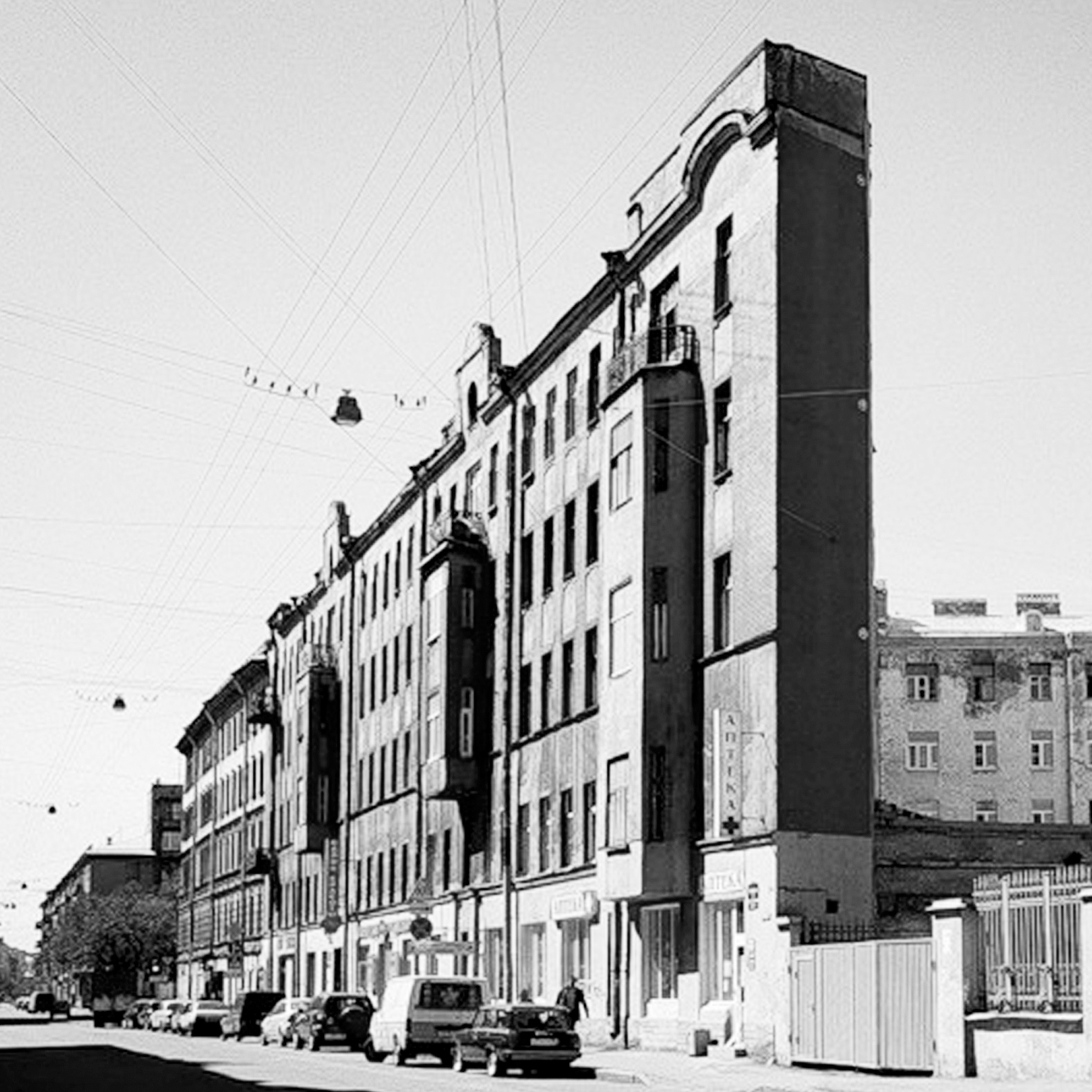
Дом Худобина на Боровой, 21

- Доходный дом. Маркина ул., 14-16 (1891-1902);
- Доходный дом. Егорова ул., 20 / 6-я Красноармейская ул., 12 (1899). Эклектика;
- Доходный дом. 8-я Советская ул., 3А (1900);
- Доходный дом. Казанская ул., 47 (1901). Эклектика;
- Доходный дом. Донская ул., 10 (1903);
- Доходный дом. Некрасова ул., 16 / Басков пер., 9 (1901). Эклектика;
- Доходный дом. Средний пр. Васильевского острова, 71 (1904-1905). Модерн;
- Доходный дом. Некрасова ул., 18 / Маяковского ул., 30 (1905). Эклектика;
- Дом Худобина. Боровая ул., 21 (1897-1909). Модерн[4];
- Доходный дом. Бакунина пр., 4 / 3-я Советская ул., 21 (1910-1911). Модерн;
- Доходный дом. Щорса пр., 41 (1912);
- Доходный дом. Малый пр. Петроградской Стороны, 41 / Колпинская ул., 14 (1912). Модерн;
- Доходный дом. 10-я Советская ул., 4 / Моисеенко ул., 13А (1914). Модерн.